# Смугилёв, Олег Анатольевич
Оле́г Анато́льевич Смугилёв (р. 30 марта 1960, Одесса) — советский волейболист и украинский волейбольный тренер, игрок сборной СССР (1981—1985). Чемпион мира 1982, чемпион Европы 1985. Диагональный нападающий. Мастер спорта СССР международного класса (1982).

## Биография
Родился 30 марта 1960 года в Одессе. Окончил Ленинградский институт советской торговли им. Ф. Энгельса (1987).

### Спортивная карьера
- 1976—1982 — ЧГС/«Политехник» (Одесса);
- 1982—1986 — «Автомобилист» (Ленинград);
- 1986—1991 — «Политехник» (Одесса);
- 1991—2000 — «Вашаш» (Будапешт).

После окончания игровой карьеры перешёл на тренерскую работу. В 1999—2012 — главный тренер мужской команды «Одесса».

## Достижения

### В составе сборных СССР
- Чемпион мира 1982.
- Cеребряный призёр Кубка мира 1985.
- Чемпион Европы 1985
- Победитель турнира «Дружба-84».
- Двукратный победитель Мемориала Владимира Саввина −1981, 1982.
- Чемпион Европы среди молодёжных команд 1979[1].
- Серебряный призёр Всемирной Универсиады 1985 в составе студенческой сборной СССР[2].

### Клубные
- Бронзовый призёр чемпионата СССР 1985.
- Победитель розыгрыша Кубка СССР 1983[1].
- Победитель розыгрыша Кубка обладателей кубков ЕКВ 1983[3].